# Palackos község
Palackos község (románul: Comuna Ploscoș) község Kolozs megyében, Romániában. Központja Palackos, beosztott falvai Királyrét, Labodás, Virágosvölgy.

## Fekvése
A Mezőség délnyugat részén helyezkedik el. Szomszédos községek: délnyugaton Torda, északnyugaton Ajton, északon Kolozs, délkeleten Aranyosegerbegy, keleten Mezőcsány. Áthalad rajta a Kolozsvárt Aranyosgyéressel összekötő vasútvonal.

## Népessége
1956-tól a népesség alábbiak szerint alakult:
| Lakosok száma | 2316 | 2291 | 1613 | 862  | 797  | 702  | 540  |
|               | 1956 | 1966 | 1977 | 1992 | 2002 | 2011 | 2021 |

A 2011-es népszámlálás adatai alapján a község népessége 702 fő volt, melynek 94,59%-a román, 1,71%-a roma Vallási hovatartozás szempontjából a lakosság 91,31%-a ortodox, 3,99%-a pünkösdista.

## Nevezetességei
A község területén nem találhatók műemlékek.